# Selenicereus spinulosus
Selenicereus spinulosus là một loài thực vật có hoa trong họ Cactaceae. Loài này được (DC.) Britton & Rose miêu tả khoa học đầu tiên năm 1909.

## Hình ảnh

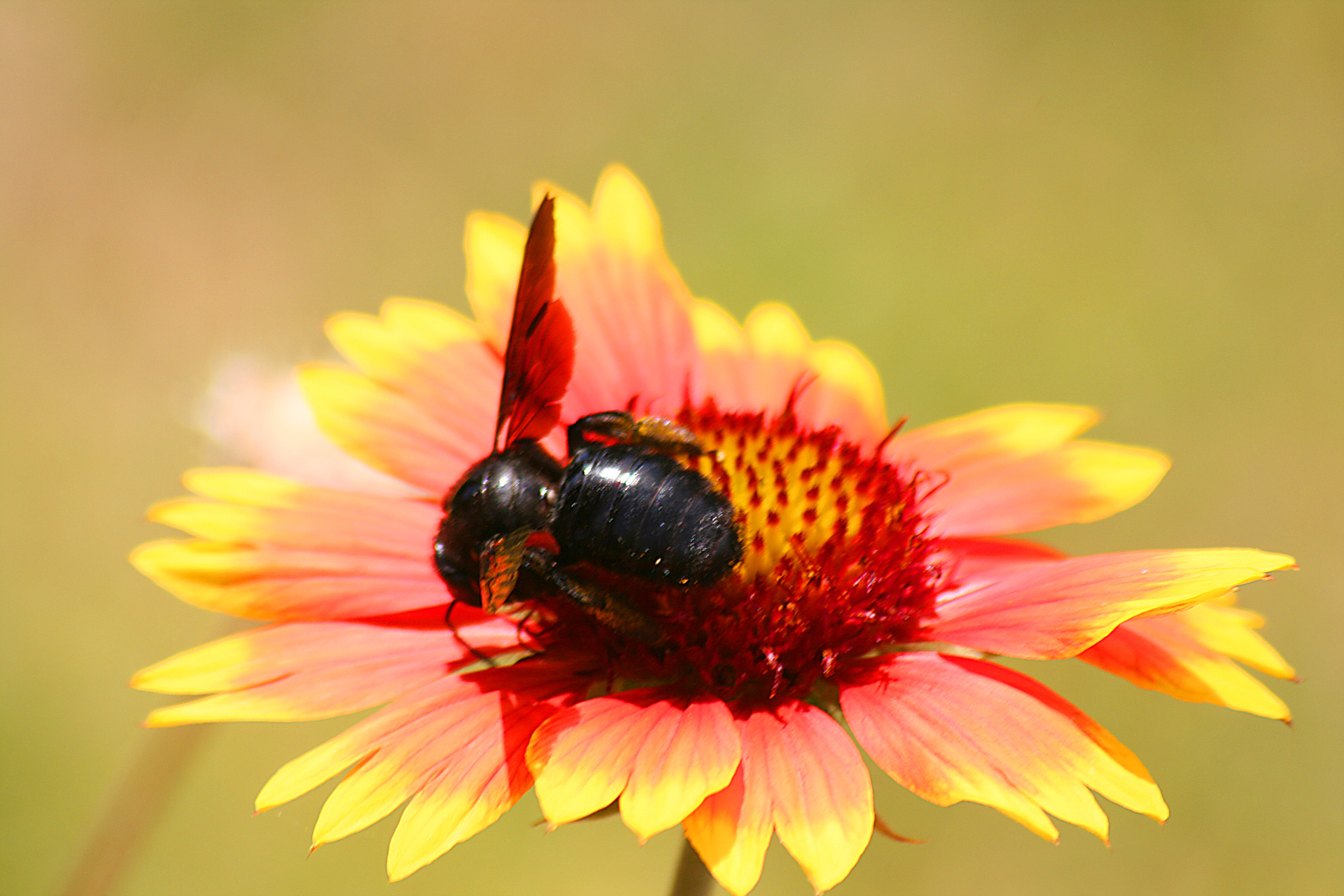
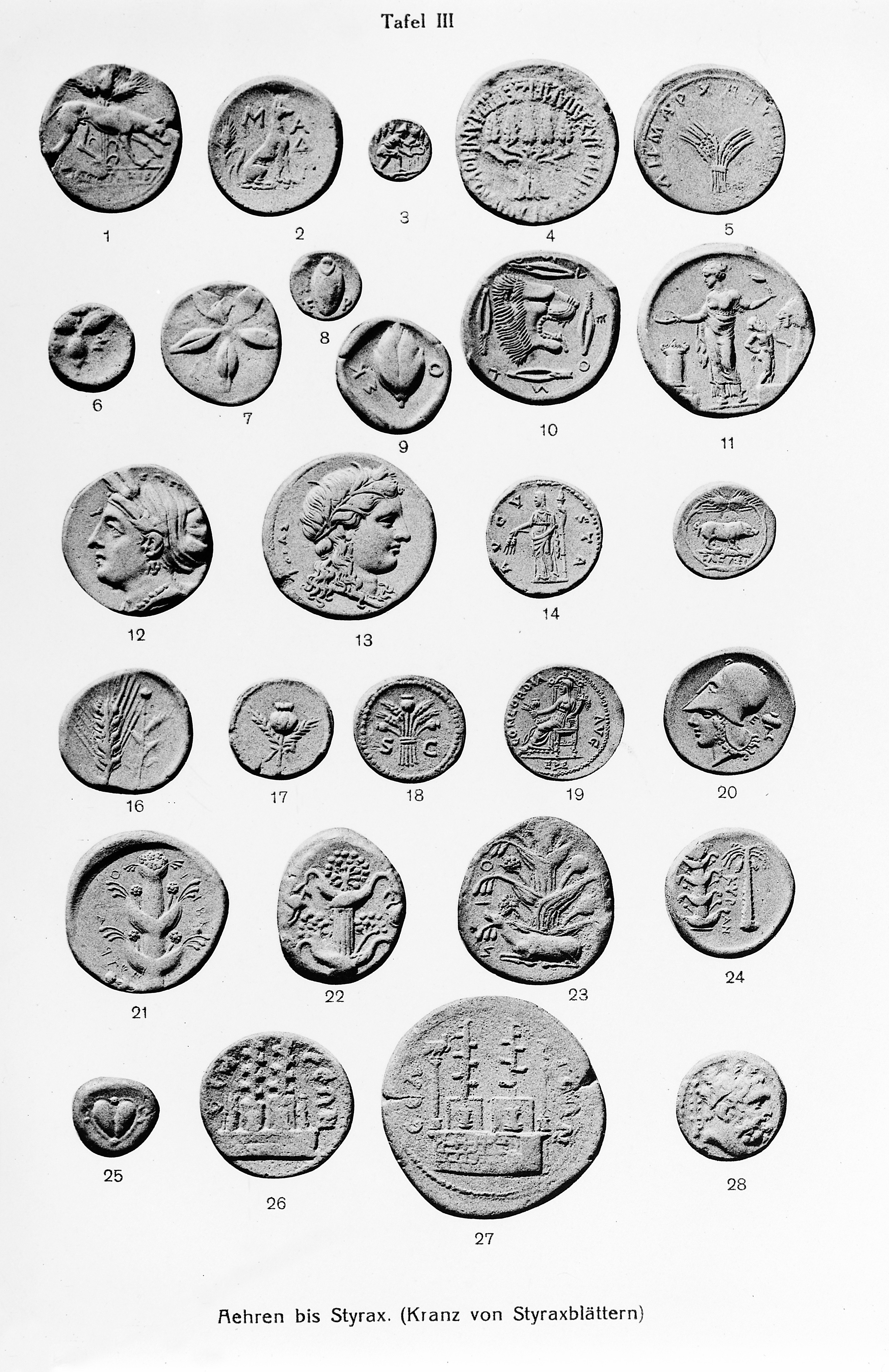
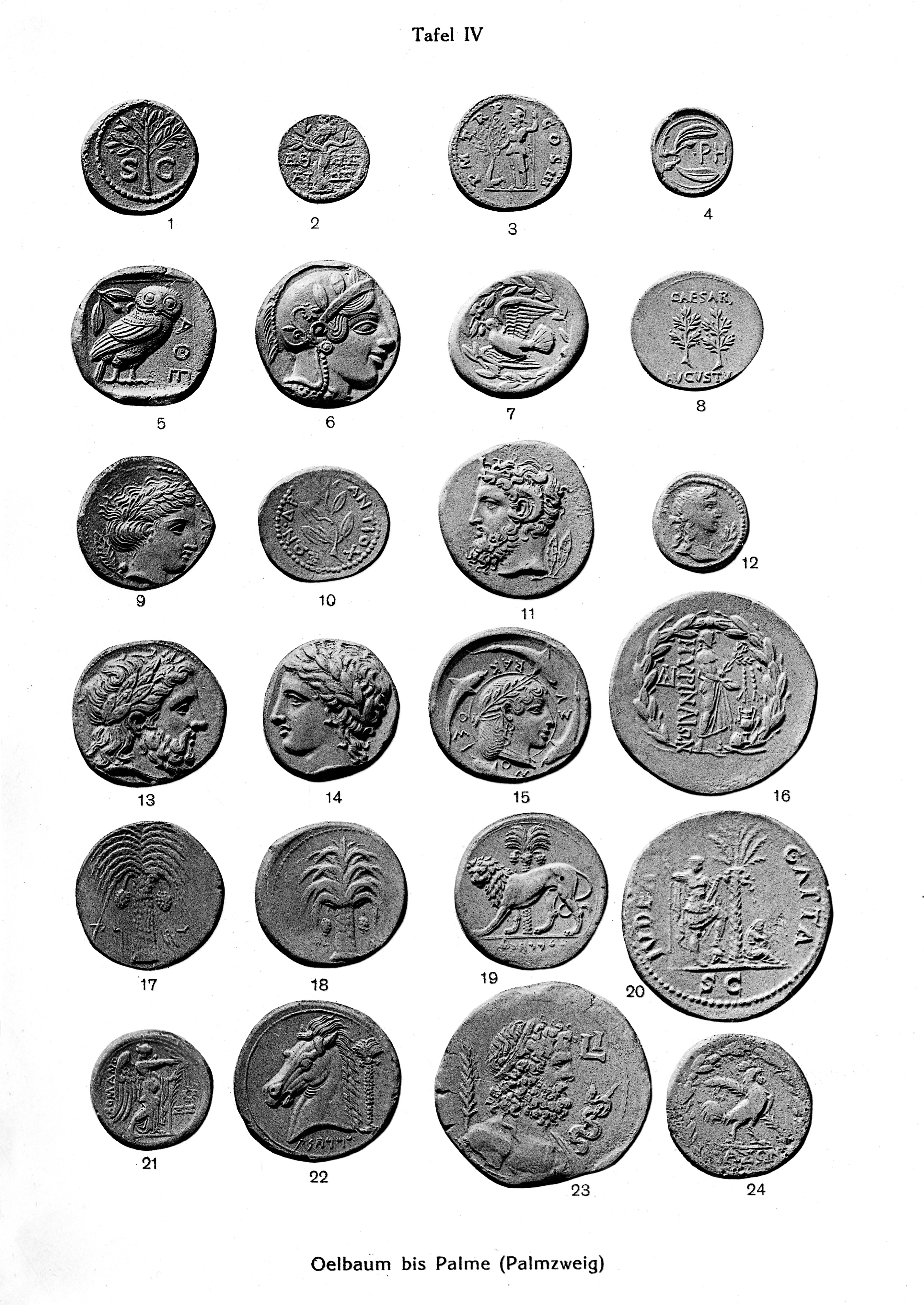
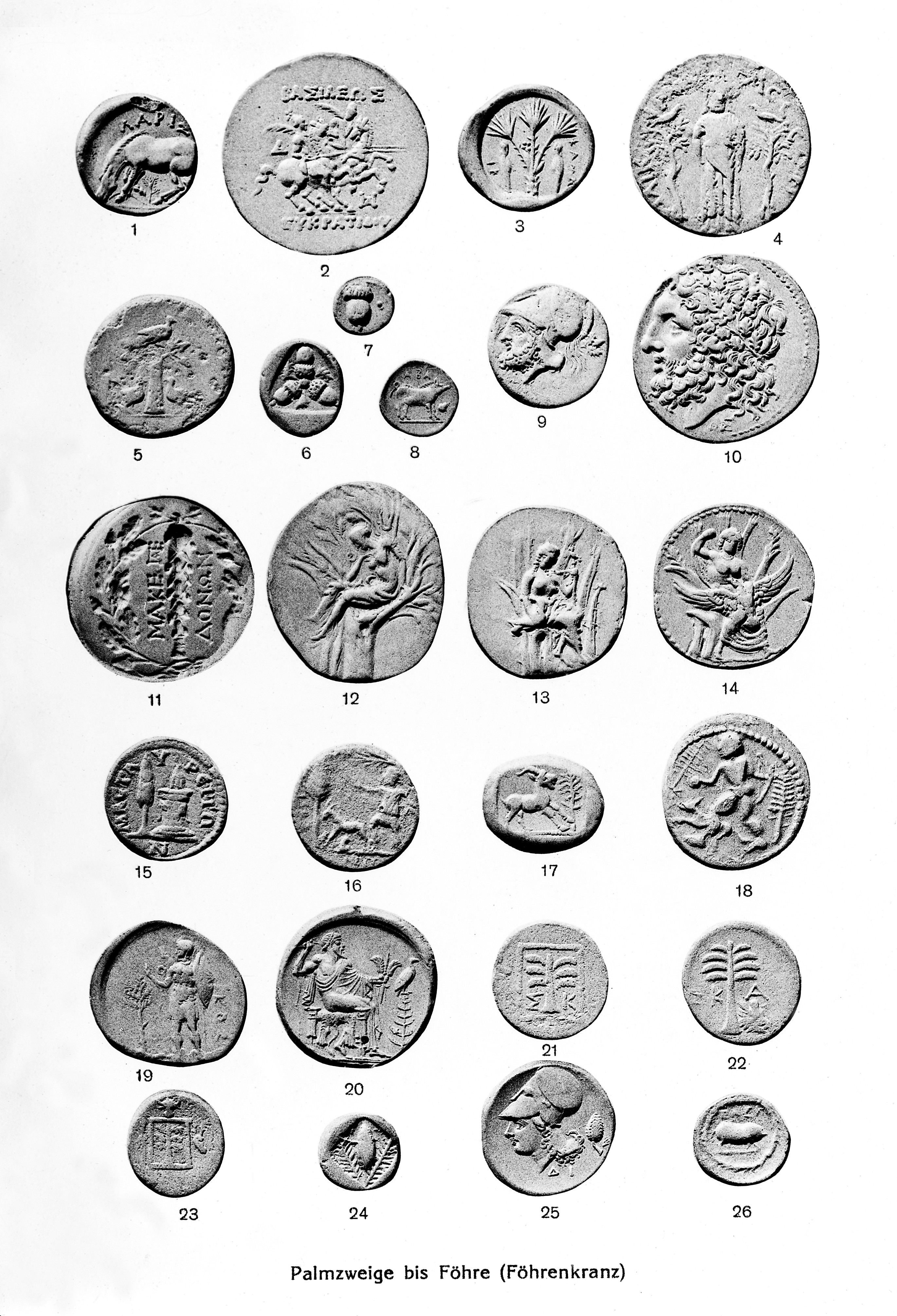